# Scraptia pallidicolor
Scraptia pallidicolor es una especie de coleóptero de la familia Scraptiidae.

## Distribución geográfica
Habita en Venezuela.